# 元号一覧 (台湾)
元号一覧（げんごういちらん）では、台湾における歴代元号について記述する。1945年以降は、民国暦で中華民国（民国）○年と表している。

## 鄭氏政権
- 永暦（白話字:Éng-le̍k）：1662年－1683年

南明政権は永暦16年（1662年）に完全に滅ぶが、その後も台湾の鄭氏政権によって永暦37年（1683年）まで使用され続けた。

## 清朝統治時代
（革命反乱含む）
- 康熙：1683年－1722年
  - 永和（白話字：Éng-hô）：1721年（朱一貴が建てた私年号）
- 雍正：1723年－1735年
- 乾隆：1736年－1795年
  - 順天（白話字：Sūn-thian）：1787年－1788年（林爽文が建てた私年号）
  - 天運（白話字：Thian-ūn）：1795年（陳周全が建てた私年号）
- 嘉慶：1796年－1820年
  - 光明（白話字：Kong-bêng）：1805年－1809年（蔡牽が建てた私年号）
- 道光：1821年－1850年
- 咸豊：1851年－1861年
- 祺祥：1861年
- 同治：1862年－1874年
- 光緒：1875年－1895年

## 台湾民主国
- 永清：1895年

## 日本統治時代
（革命反乱含む）
- 明治（めいじ）：1895年－1912年
  - 大靖：1897年－1898年
- 大正（たいしょう）：1912年－1926年
- 昭和（しょうわ）：1926年－1945年

## 中華民国統治時代
- 中華民国：1945年－
西暦2025年は、中華民国（民国）114年である。